# Ligre
Il ligre (chiamato anche litigre o leontigre) è un incrocio tra un leone maschio e una tigre femmina.
L'incrocio inverso, prodotto da una tigre maschio e una leonessa viene chiamato tigone.
Leoni e tigri normalmente non condividono lo stesso territorio e questo incrocio è solo frutto della cattività. Attualmente si hanno casi di coesistenza fra tigri e leoni nella Foresta di Gir, in India. Anticamente coesistevano in Persia e Cina. Le abitudini delle due specie sono molto differenti.

## Filogenesi
| Padre | Madre  | Ibrido   |
| ----- | ------ | -------- |
| leone | tigre  | ligre    |
| tigre | leone  | tigone   |
| leone | ligre  | liligre  |
| leone | tigone | litigone |
| tigre | ligre  | tiligre  |
| tigre | tigone | titigone |

## Caratteristiche generali
Il ligre cresce di più di leoni e tigri, alcuni esemplari maschi possono raggiungere i 350 cm di lunghezza e i 400 chilogrammi di peso, mentre le femmine raggiungono i 330 cm di lunghezza e i 320 chilogrammi di peso. Per fare un confronto, i tipi di tigre più grandi, le tigri siberiane e le tigri del Bengala, generalmente non superano i 320 cm di lunghezza e i 220-300 chilogrammi di peso. Si ritiene che questo accada poiché in questo caso la tigre femmina non trasmette nessun gene inibitore della crescita come avviene nelle leonesse e non avendo questo gene, le ligri hanno un ritmo di crescita molto più elevato, sino al raggiungimento della taglia massima a circa 6 anni (come in leoni e tigri). Questo rende il ligre il più grande felide per dimensioni ai giorni nostri, nonché il più grande di tutti i tempi a pari merito con l'estinto Smilodon populator.

## Riproduzione

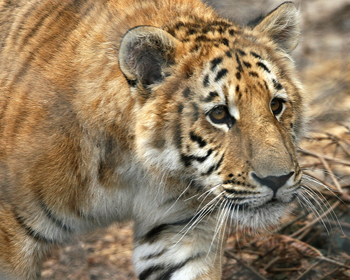
Un tiligre

Il ligre non è un animale ufficialmente riconosciuto come specie e difficilmente potrà esserlo, data l'azoospermia riscontrata negli esemplari maschi conosciuti. Tuttavia le femmine sono fertili e si possono accoppiare con tigri, dando vita al tiligre, o con leoni, dando vita al liligre, entrambi di dimensioni comparabili.
La ligre Zita, ospitata dal 2004 allo zoo di Novosibirsk, in Russia, si è accoppiata con il leone africano Samson e nel settembre del 2012 ha dato alla luce Kiara, la prima liligre della storia. Nel maggio del 2013 la stessa coppia ha dato alla luce una nuova cucciolata di tre piccoli.
Il ciclo vitale di questo animale ha una durata compresa tra i 15 e i 26 anni.
In Italia tre esemplari di ligre furono ospitati presso il bioparco faunistico d'Abruzzo, area faunistica a Castel Di Sangro, chiuso ufficialmente nel 2017 a causa di problemi di natura gestionale ed economica. Ad oggi gli esemplari sono all’interno del più recente Zoo D’abruzzo a Rocca San Giovanni.

## Alimentazione
Essendo di taglia decisamente maggiore sia dei leoni sia delle tigri, il ligre ha bisogno di un quantitativo alimentare all'incirca doppio di quello dei genitori. Se un leone maschio arriva a consumare 5-6 chilogrammi di carne cruda ogni giorno e una tigre femmina 3-4, il ligre arriva a consumarne 11-14.

## Primati
Il ligre statunitense Hercules, ospitato a Myrtle Beach, nella Carolina del Sud, con ben 333 cm di lunghezza, 124 cm di altezza e 418,2 chilogrammi di peso, detiene il primato di felide più grande al mondo.

## Galleria d'immagini

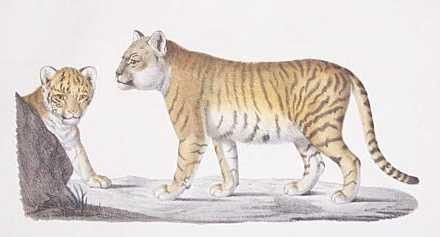
Due ligri in un disegno del 1799
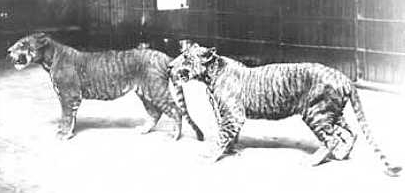
Due ligri in una foto del 1904
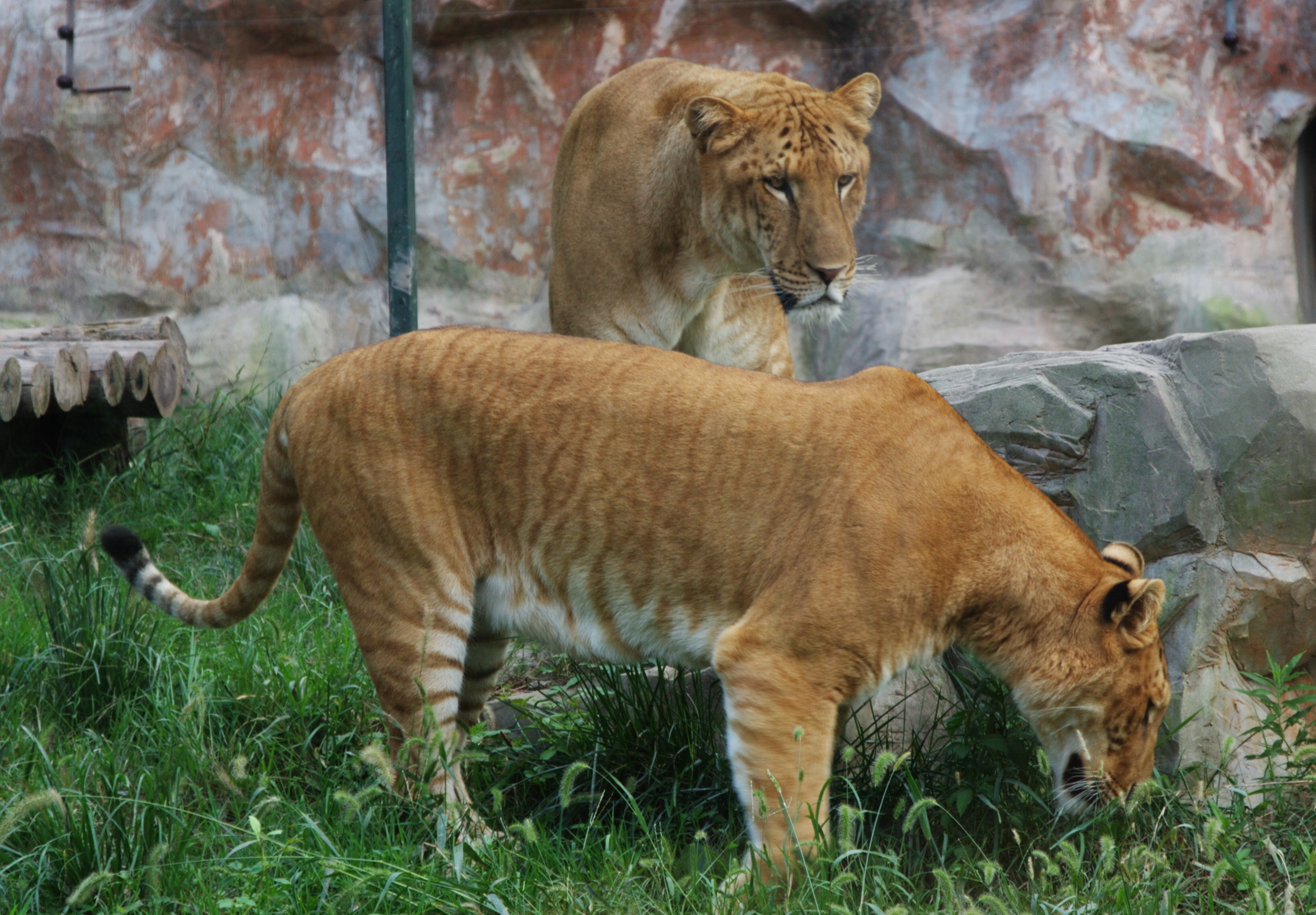
Due ligri in una foto del 2008
Due ligri all'Everland Resort di Yongin
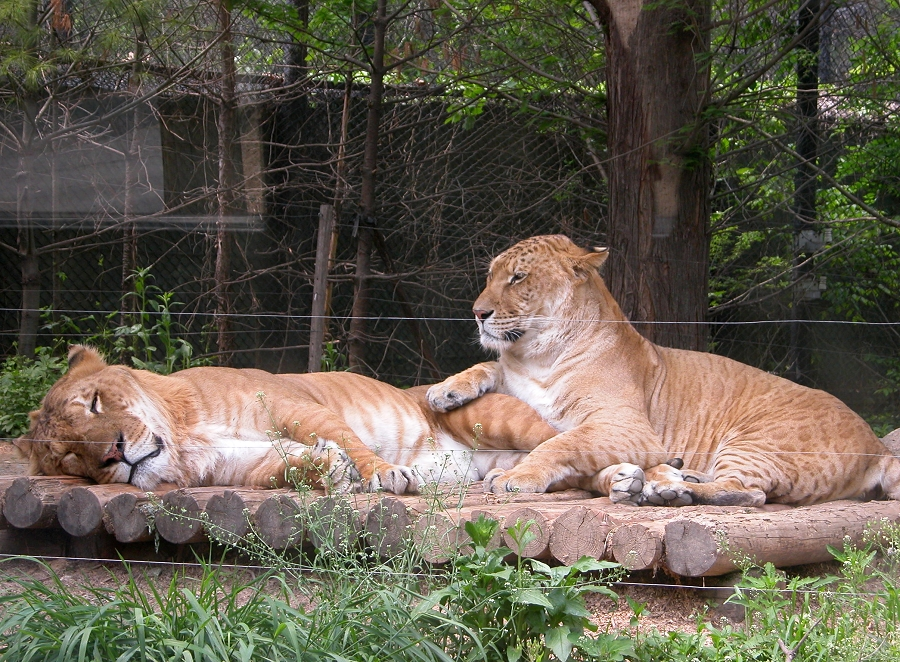
Ligri in uno zoo coreano
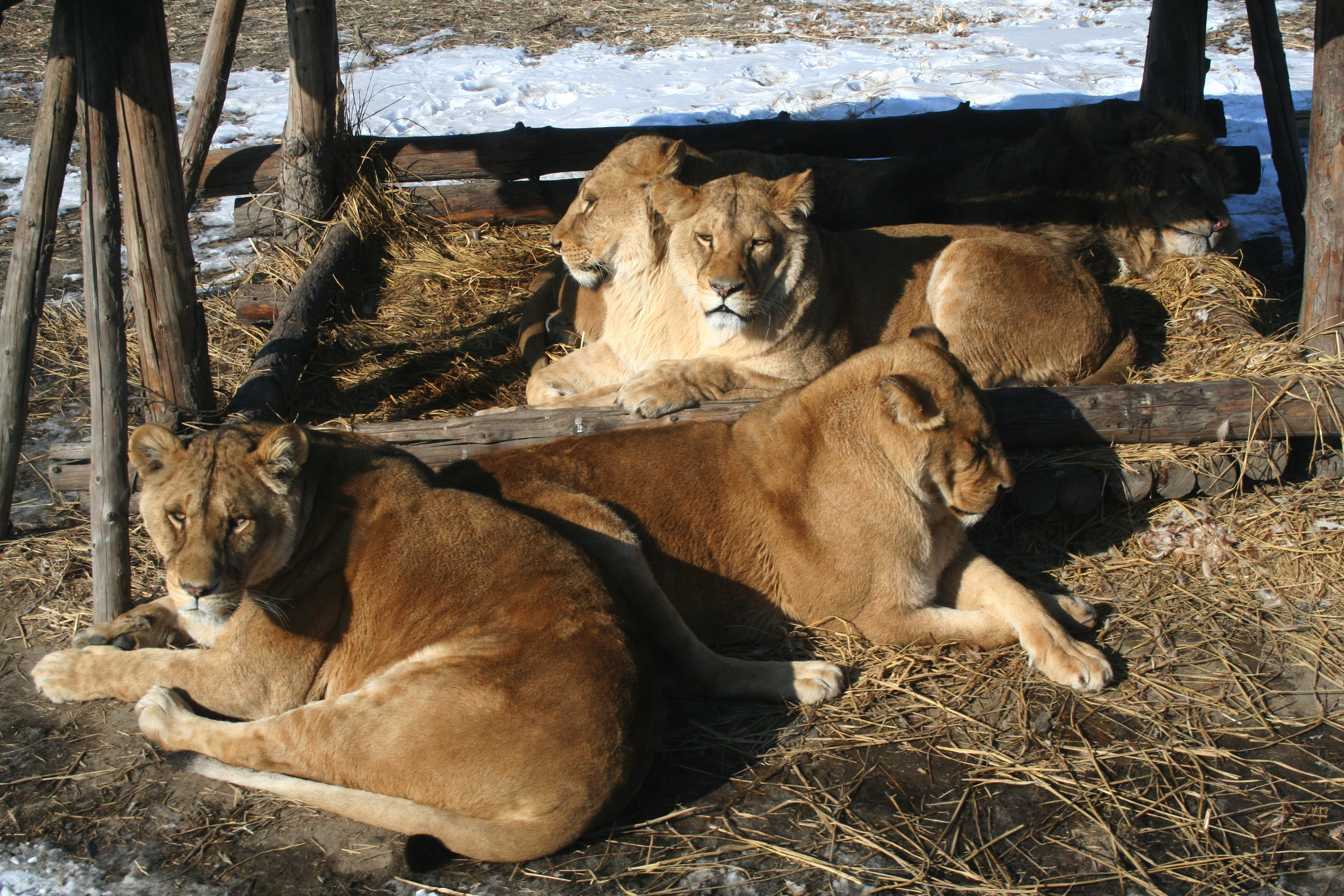
Ligri allo zoo di Harbin
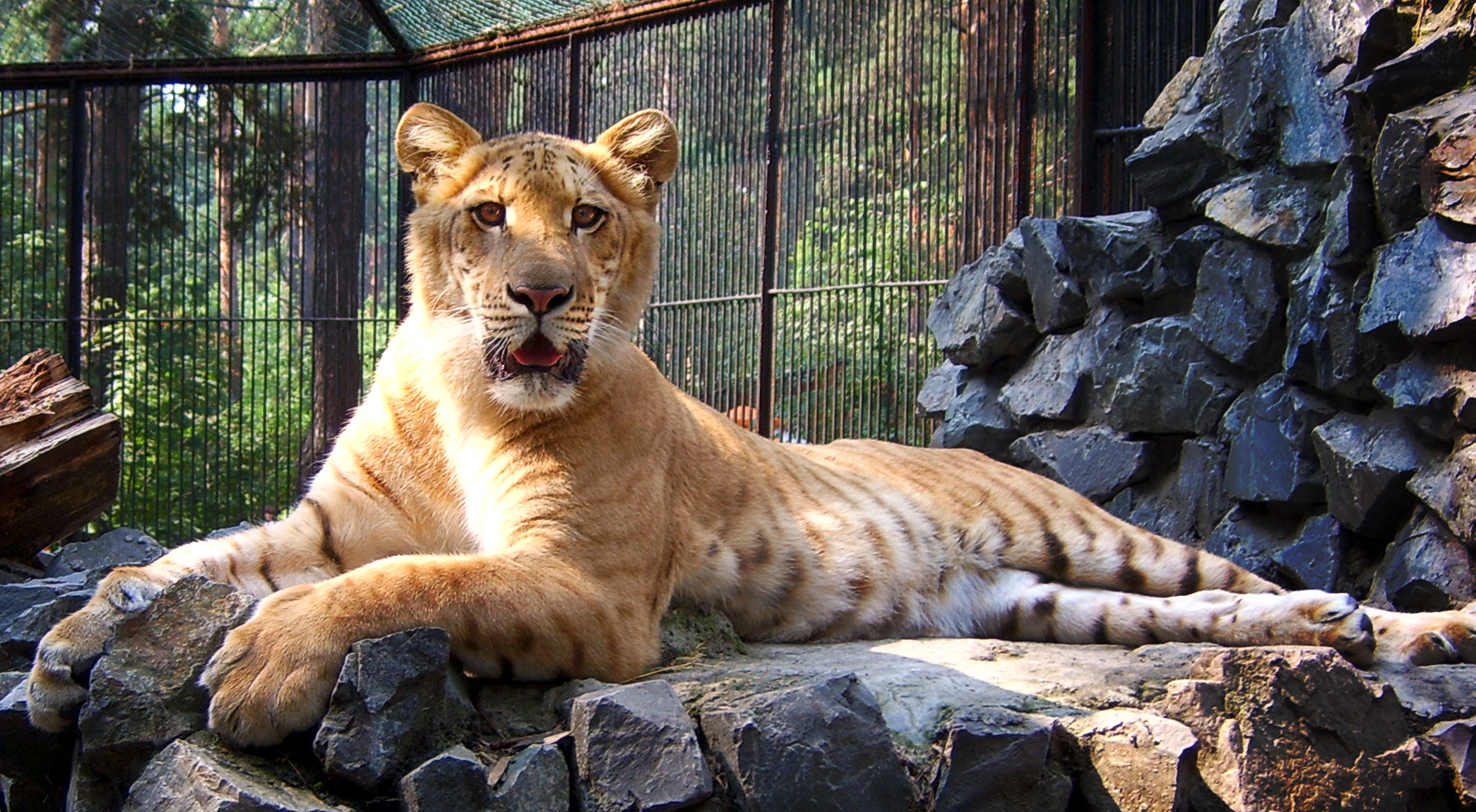
La ligre Zita nel luglio del 2005 allo zoo di Novosibirsk
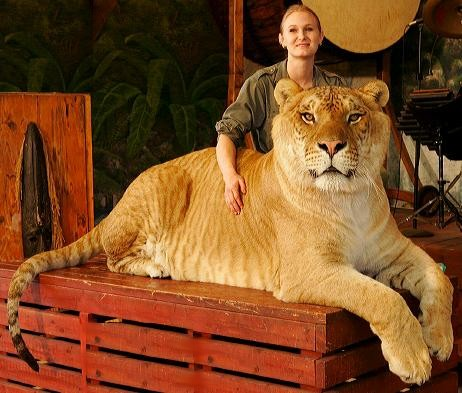
Il ligre Hercules nel giugno del 2005 con un'ammaestratrice a Jungle Island
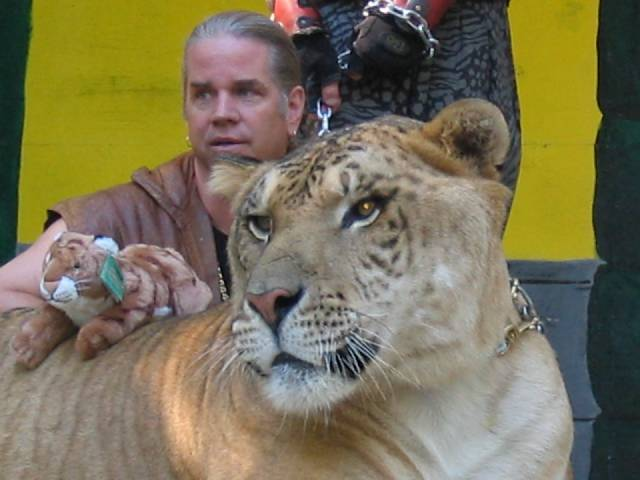
Il ligre Hercules nell'ottobre del 2005 con il dottor Bhagavan Antle in Massachusetts
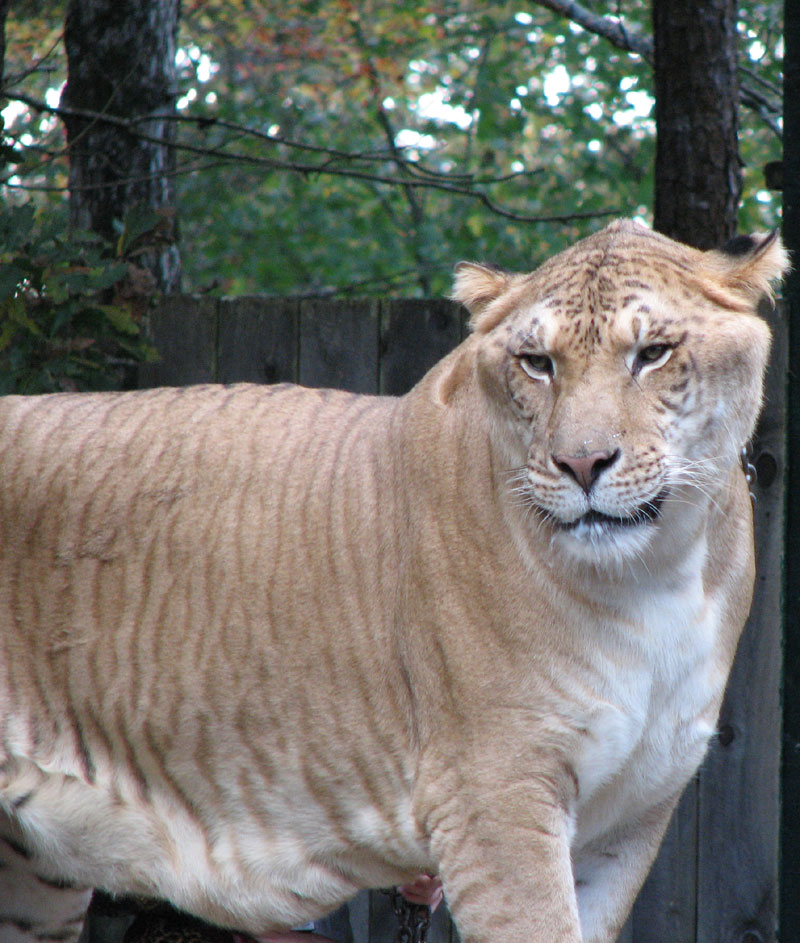
Il ligre Hercules nell'ottobre del 2006